# Celastrus hindsii
Celastrus hindsii är en benvedsväxtart som beskrevs av George Bentham. Celastrus hindsii ingår i släktet Celastrus och familjen Celastraceae. Inga underarter finns listade.